# Mato Grosso
Mato Grosso je vnitrozemský brazilský spolkový stát, jenž se nachází v Středozápadním regionu Brazílie. Jeho hlavní město se jmenuje Cuiabá.

## Geografie
Mato Grosso má na jihozápadě krátkou hranici s Bolívií. Dále sousedí s brazilskými spolkovými státy (ve směru hodinových ručiček od západu) Rondônia, Amazonas, Pará, Tocantins, Goiás a Mato Grosso do Sul.
Mato Grosso má rozlohu 903 357 km² a přes 3 milióny obyvatel. S hustotou zalidnění 3,45 obyv/km² patří k nejřidčeji osídleným oblastem Brazílie.
Nejvyšším bodem spolkového státu je 1118 metrů vysoká Serra Monte Cristo. Mezi nejdůležitější řeky patří Paraguay, Juruena, Teles Pires, Xingu, Araguaia, Piqueri, Cuiabá, São Lourenço das Mortes. V jihovýchodní části Mato Grossa se nachází vnitrozemské bažiny Pantanal, které jsou světovým dědictvím UNESCO.

### Města
Největší města brazilského státu Mato Grosso, počet obyvatel k 1. červenci 2004:
- Cuiabá – 524 666
- Varzea Grande – 242 674
- Rondonopolis – 163 824
- Sinop – 94 724
- Cáceres – 87 708
- Tangara da Serra – 68 191
- Barra do Garças – 55 397
- Primavera do Leste – 53 881
- Alta Floresta – 47 190
- Sorriso – 46 023
- Pontes e Lacerda – 40 830
- Juina – 39 064
- Juara – 34 510
- Guaranta do Norte – 32 081
- Pocone – 31 243
- Barra do Bugres – 31 095